# 北九州市立白銀中学校
北九州市立白銀中学校（きたきゅうしゅうしりつ しろがねちゅうがっこう）は、福岡県北九州市小倉北区白銀一丁目にある市立中学校。

## クラブ活動

### 運動部
- 野球部
- ソフトテニス部
- 卓球部
- バレー部
- 柔道部
- バスケ部
- サッカー同好会

### 文化部
- 美術部

## 交通
- 北九州モノレール香春口三萩野駅から徒歩9分
- 西鉄バス北九州白銀町バス停から徒歩4分

## 周辺
- 北九州市立貴船小学校
- TOTO本社
- TOTOミュージアム